# Forest (Luisiana)
Forest es una villa ubicada en la parroquia de West Carroll en el estado estadounidense de Luisiana. En el Censo de 2010 tenía una población de 355 habitantes y una densidad poblacional de 82,03 personas por km².

## Geografía
Forest se encuentra ubicada en las coordenadas 32°47′33″N 91°24′45″O / 32.79250, -91.41250. Según la Oficina del Censo de los Estados Unidos, Forest tiene una superficie total de 4.33 km², de la cual 4.33 km² corresponden a tierra firme y (0%) 0 km² es agua.

## Demografía
Según el censo de 2010, había 355 personas residiendo en Forest. La densidad de población era de 82,03 hab./km². De los 355 habitantes, Forest estaba compuesto por el 91.27% blancos, el 0.85% eran afroamericanos, el 0% eran amerindios, el 1.41% eran asiáticos, el 0% eran isleños del Pacífico, el 3.38% eran de otras razas y el 3.1% pertenecían a dos o más razas. Del total de la población el 9.01% eran hispanos o latinos de cualquier raza.